# 白文光
白文光博士 (英語：Dr. MK Pak DHum(hc)),更广为人知的名字是 Eddie Pak, 是马来西亚资深导演，制片人和编剧, 他的电影/电视作品多元化，包括电视戏剧，纪录片，文艺，动作片与犯罪片等等。

## 事业发展

### 1980年代
白文光导演在是在1980年进入影视行业。当年他前往香港开始他的职业生涯并与多名香港和台湾的演员, 制片人和导演合作。
1985年，他加入马来西亚国家电视台（英語：Radio Televisyen Malaysia）为不少本地电视节目编剧和编导。当时年仅21岁的他也执导了香港与马来西亚合资的影片“0劫计划”。

### 1990年代
白文光博士导演和制作了多部精彩的戏剧和电影，其中一部作品"真人真事"戏剧在东南亚最大的电视台TV3 播放了16年，至今为马来西亚收视率最高的真人真事改编电视剧。“真人真事” 是将一系列真人真事改编成为电视剧，以警示大众犯罪发生并提高与教育他们对犯罪案件的认知。
1998年白文光博士在香港与马来西亚的合作电影“边缘干探” 中担当导演与制作人，此影片在中国与香港的网路和DVD全线发行。

### 2000年代
2001年，成为马来西亚电影导演工会的联合创办人及总财政。
2004年，执导马来西亚粤语电视长篇剧“天机变”, 此作品是300集长篇的电视剧同时也是第一部在马来西亚国家电视台(RTM （页面存档备份，存于） TV)上播出的粤语电视剧。
在2007年，白文光博士花了整整一年时间自資制作了一部50分钟的传统文化纪录片“舞狮涵缘”，从脚本、拍摄（在马来西亚，中国，香港，印度尼西亚和新加坡等不同地区）到后期制作一手包办。“舞狮涵缘”是一部展示中华传统文化特点的电影，影片中聚焦于白文光博士想要显出的舞狮的历史意义和美感。“舞狮涵缘”也在法国的康城影展上放映，并获邀参加美国旧金山电影节。此纪录片遍布全球: 欧洲，中东和亚洲国家。

### 2010年代
2013年，白文光博士成为雷克萨斯全球微电影公司的首席执行官。
2015年，唯一非中国公民担任中国北京中小企业诚信爱心大使。
2018年，荣获菲律宾 All Nations College All Nations College 的人文学荣誉博士学位，以表彰他在推动国际人道援助方面所作出的贡献。

## 慈善工作与活动
在2012年，白文光博士与一群商业伙伴共捐出50 万人民币，为中国湖南偏远地区的孩子建造学校。在建设学校的同时，他也融入了当地人生活，体验与领会当地的传统及文化。
白文光博士强烈反对狗肉贸易。他与独立救援人员杨晓芸女士，义务制作一部关于流浪狗的纪录片，以呼吁禁止残酷的狗肉贸易。片中说到这20年来，杨晓芸女士从狗肉贸易中心拯救出了3000多只狗。而这纪录片也促成了国际爱心人士和协会捐赠防疫药品与猫狗干粮。

## 奖项与荣誉
1. 1995年，白文光博士制作与导演的中文民初电影“她乡来的女人Red-Haired Tumbler in Malaya （页面存档备份，存于）”荣获马来西亚影展评审主题大奖及最佳原创故事，同时发行在英国, 美国, 加拿大市场。
2.1996年, 他被东南亚最大电视台TV 3 邀请在大型颁奖典礼“荧幕大奖”为颁奖嘉宾。而之后的2006年，他再次被邀请担任东南亚最大电视台TV 3 的颁奖嘉宾。
3. 2000年，他创作与制作的回教电影“感恩21” 荣获马来西亚影展最佳原创故事和最佳原创音乐。这影片凸显出穆斯林以及个人的道德和美德。虽然当时在马来西亚社会引起了一些争议但同时让许多人大开眼界，更不用说它对提高马来西亚社会的认识有相当大的影响。
4. 在2008年, 白文光博士的纪录片“舞狮涵缘”在法国的康城影展上放映，并获邀参加美国旧金山电影节。此纪录片也在全球多个国家播放，如欧美、中东和亚洲国家等等。